# طوماری‌های تک‌سوهانکی
طوماری‌های تک‌سوهانکی (نام علمی: Fulgorariinae) نام یک زیرخانواده از تیره طوماریان است.